# Amores, querer con alevosía
Amores, querer con alevosía (también llamado Amor es querer) es una telenovela mexicana de TV Azteca, producida por Rossana Arau y Luis Vélez para TV Azteca en 2001. La telenovela es una historia original de Bernardo Romero Pereiro y Jimena Romero. Se estrenó a través de Azteca Trece el 15 de enero de 2001 en sustitución de Todo por amor, y finalizó el 22 de junio del mismo año siendo reemplazado por Lo que es el amor.
Está protagonizada por Bárbara Mori y Christian Meier, junto con Juan Manuel Bernal, Elizabeth Cervantes y Gabriela de la Garza en los roles antagónicos.

## Trama
Está es una historia del amor, en donde se plantean diferentes maneras de sentirlo. Carolina (Bárbara Mori) pertenece a una familia de clase media, ella vive con sus padres y sus dos hermanas. En la Universidad le han platicado sobre los Ovnis y pide a su tía Ángela (Carmen Beato) que los lleve, a su novio Mario (Juan Manuel Bernal) y a ella a verlos. Ahí se tropieza con Pablo (Christian Meier), un joven de clase media alta que también ha ido con su novia y unos amigos a ver el acontecimiento. Su encuentro no es amistoso y terminan peleando, sin embargo existe una gran atracción que se puede decir que fue amor a primera vista.
Guillermo (Fernando Becerril), el padre de Pablo, tiene problemas con las revistas que publica su editorial, por lo que deciden contratar jóvenes para elaborar una revista para ellos. Entre ellos se encuentra Carolina, que al volver a ver a Pablo inicia una guerra de poder, sin darse cuenta de que en realidad están enamorados. Los padres de Carolina y Pablo atraviesan por una crisis de pareja y mostrarán algunos conflictos propios de su edad. Susana (Patricia Bernal), madre de Pablo se enamora de Iván (Daniel Martínez), amigo de su hijo. Guillermo, esposo de Susana, tiene que recurrir a tratamientos contra la impotencia para mantener su matrimonio. De igual manera se descubren grandes secretos que traerán consecuencias.
Arturo (Miguel Ángel Ferriz), padre de Carolina, oculta que tuvo relaciones sexuales con su cuñada Ángela. Carolina descubre la relación entre su padre y su tía. Carolina y Mario planean su boda, él sabe que cuando se gradúe lo trasladarán, pero Carolina está dispuesta a irse con él. En un tiroteo callejero, Mario es asesinado y en su funeral, Carolina se entera de que ella no era la única novia. Esta segunda mala experiencia para Carolina, más lo ocurrido con su padre, hace que desconfíe de los hombres en general y está empeñada en no caer de nuevo en la trampa de enamorarse. Se dedica de lleno a la revista y comienza la relación con Pablo.
Ángela conoce por casualidad a Pablo y sin saber de quien se trata, coquetea con él. Pablo no es indiferente al coqueto y Carolina descubre la relación. Carmela (Gabriela de la Garza) se convierte en una enemiga de Carolina, pues se da cuenta de la atracción que hay entre Pablo, su novio, y Carolina; ahora Pablo habla menos de matrimonio con ella. Carmela ha tenido relaciones con otra persona, resultando embarazada y para amarrar a Pablo le enjareta el hijo.

## Elenco
- Bárbara Mori - Carolina Morales
- Christian Meier - Pablo Herreros
- Juan Manuel Bernal - Mario Rodríguez
- Fernando Becerril - Guillermo Herreros
- Patricia Bernal - Susana de Herreros
- Miguel Ángel Ferriz - Arturo Morales
- Paloma Woolrich - Belinda de Morales
- Gabriela de la Garza - Carmela Villalonga
- Francisco de la O - Felipe Montero
- Saby Kamalich - Cristina
- Carla Rodríguez - Consuelo
- Carmen Beato - Ángela
- Daniel Martínez - Iván
- León Michel - Julián
- Dino García - Ignacio Orozco
- Elizabeth Cervantes - Matilde Morales
- Irene Azuela - Rocío Morales
- Mariana Isla - Pilar Sánchez
- Eduardo Victoria - Antonio Redondo
- Carmen Perkins - Mercedes Quintana
- Lariza Mendizábal - Beatriz Quintana
- Jorge Levy - Alberto Ruíz
- Carlos Torres Torrija - Fernando
- Héctor Bonilla
- Plutarco Haza - Salvador
- Verónica Merchant
- Jorge Galván
- Claudia Soberón - Claudia